# Tom Foley
Thomas Stephen Foley (6. března 1929 Spokane – 18. října 2013 Washington, D.C.) byl americký právník a politik, který byl v letech 1989 až 1995 49. předsedou Sněmovny reprezentantů Spojených států amerických. Foley byl členem Demokratické strany a třicet let (1965–1995) zastupoval pátý washingtonský obvod.
Foley se narodil ve městě Spokane ve státě Washington, navštěvoval Gonzaga University a po absolvování právnické fakulty Washingtonské univerzity v Seattlu se věnoval právnické kariéře. Pracoval jako státní zástupce a asistent ministra spravedlnosti. Poté nastoupil do štábu senátora Henryho M. Jacksona. S Jacksonovou podporou Foley vyhrál volby do Sněmovny reprezentantů a porazil dosavadního republikánského kongresmana Walta Horana. V letech 1981–1987 zastával funkci whipa většiny a v letech 1987–1989 funkci vůdce většiny. Po rezignaci Jima Wrighta se Foley stal předsedou Sněmovny reprezentantů.
Foleyho obvod se během jeho působení stával stále konzervativnějším, ale v průběhu 80. a počátkem 90. let 20. století volby opakovaně vyhrával. Ve volbách v roce 1994 se Foley utkal s advokátem Georgem Nethercuttem. Nethercutt využil nespokojenosti voličů s Foleyho odporem k omezení funkčního období a porazil ho. Po odchodu ze Sněmovny reprezentantů působil Foley v letech 1997–2001 za prezidenta Billa Clintona jako velvyslanec Spojených států v Japonsku.